# Myrmica aimonissabaudiae
Myrmica aimonissabaudiae är en myrart som beskrevs av Menozzi 1939. Myrmica aimonissabaudiae ingår i släktet rödmyror, och familjen myror. Inga underarter finns listade i Catalogue of Life.